# Jagdgeschwader 20
La Jagdgeschwader 20 (JG 20) (20e escadron de chasseurs) est une unité de chasseurs de la Luftwaffe pendant la Seconde Guerre mondiale.
Active de 1939 à 1940, l'unité était affectée aux missions visant à assurer la supériorité aérienne de l'Allemagne dans le ciel de l'Europe.

## Opérations
La JG 20 n'est composé que d'un seul groupe et opère sur des chasseurs Messerschmitt Bf 109E.

## Organisation

### I. Gruppe
Formé le 15 juillet 1939 à Döberitz avec :
- Stab I./JG 20 nouvellement créé
- 1./JG 20 nouvellement créé
- 2./JG 20 nouvellement créé

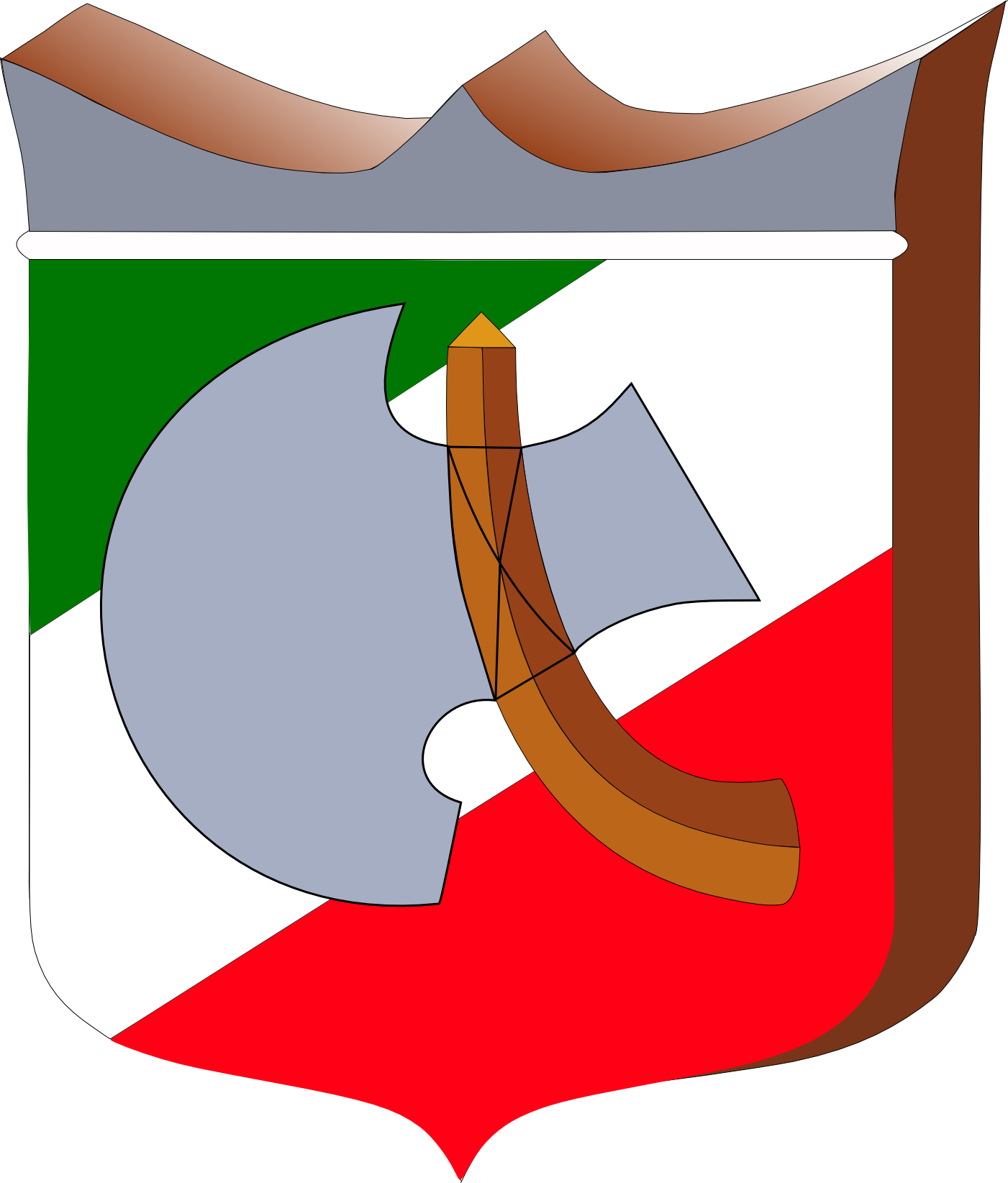
Emblème du I./JG 20

Emblème du 2./JG 20

Le 3./JG 20 a été formé le 5 novembre 1939 à Brandenburg-Briest (de).
Le 4 juillet 1940, le I./JG 20 est renommé III./JG 51 avec :
- Stab I./JG 20 devient Stab III./JG 51
- 1./JG 20 devient 7./JG 51
- 2./JG 20 devient 8./JG 51
- 3./JG 20 devient 9./JG 51

Gruppenkommandeure (commandant de groupe) :
| Début             | Fin               | Grade     | Nom               |
| ----------------- | ----------------- | --------- | ----------------- |
| 15 juillet 1939   | 18 septembre 1939 | Major     | Siegfried Lehmann |
| 23 septembre 1939 | 4 juillet 1940    | Hauptmann | Hannes Trautloft  |

Au cours de son existence, le I./JG 20 a été subordonné à :
| Début              | Fin                | Rattaché à           | Bases                                                                          |
| ------------------ | ------------------ | -------------------- | ------------------------------------------------------------------------------ |
| 15 juillet 1939    | 26 août 1939       | Luftgau-Kommando III | Döberitz                                                                       |
| 26 août 1939       | 1er septembre 1939 | ?                    | Strausberg                                                                     |
| 1er septembre 1939 | 9 septembre 1939   | Luftgau-Kommando IV  | Sprottau                                                                       |
| 9 septembre 1939   | 6 novembre 1939    | ?                    | Brandenburg-Briest (de)                                                        |
| 6 novembre 1939    | 21 février 1940    | Luftgau-Kommando III | Döberitz                                                                       |
| 21 février 1940    | 20 mai 1940        | Jagdfliegerführer 2  | Bönninghardt Eindhoven                                                         |
| 20 mai 1940        | 4 juin 1940        | ?                    | Hoogerheide Gent-Saint-Denis                                                   |
| 4 juin 1940        | 8 juin 1940        | Jagdfliegerführer 2  | Saint-Omer                                                                     |
| 8 juin 1940        | 2 juillet 1940     | ?                    | Estrées-lès-Crécy Boos Vouziers Saint-Omer-Sud/Wizernes Saint-Omer-Nord/Arques |